# نوبوناگا نو شینوبی
نوبوناگا نو شینوبی (به ژاپنی: 信長の忍び Nobunaga no Shinobi) یک سری مانگای چهار پانل ژاپنی نوشته نائوکی شیگه‌نو است که توسط هاکوسنشا در مجله یانگ انیمال از سال ۲۰۰۸ به چاپ رسیده‌است. همچنین بر اساس این مانگا یک انیمه به همین نام نیز ساخته شده‌است.